# 今枝近義
今枝 近義（いまえだ ちかよし、慶長19年（1614年） - 延宝6年12月29日（1679年2月10日））は、江戸時代前期の武士。加賀藩の家老。
父は加賀藩家老今枝直恒。幼名は阿萬。通称は弥平次、民部。諱は直治、直賢、直友とも。号は信斎。正室は篠原長次の娘。養子に今枝直方、前田知臣室（日置忠治の娘）。
慶長19年（1614年）、今枝直恒の三男として誕生した。寛永5年（1628年）、祖父今枝重直の死去により、その隠居料500石を賜る。寛永12年（1635年）、元服する。寛永19年（1642年）、宗門奉行。慶安5年（1652年）、父直恒の死去により遺領1万2500石を相続する。
加賀藩家老、藩主前田綱紀の守役となる。祖父から相続した500石は弟直玄に与えた。明暦3年（1657年）、明暦の大火の際に、江戸藩邸の藩士を指揮して防火に努める。寛文2年（1662年）、1500石加増。祖父重直の菩提を弔うために蓮華寺を再興する。寛文7年（1667年）、病のために家老を辞職する。延宝3年（1675年）、隠居して養子の直方（実弟の岡山藩家老日置忠治の五男）に家督を譲る。延宝6年（1678年）12月29日死去。享年65。墓所は野田山墓地。